# Gilles Mbang Ondo
 Gilles Mbang Ondo  (* 10. Oktober 1985 in Libreville) ist ein gabunisch-französischer ehemaliger Fußballspieler.

## Vereinskarriere
Der Sohn eines Ivorers und einer Französin wuchs in Gabun auf, ehe die Familie Mitte der 90er Jahre nach Frankreich zog. Dort kam er 1999 in die Jugendabteilung von
Paris Saint-Germain, wo er bis 2004 ausgebildet wurde. In seinen letzten beiden Jahren bei PSG gelangen ihm 39 Tore, woraufhin er von AJ Auxerre abgeworben wurde.
In Auxerre kam er vorerst ebenfalls in der Jugendabteilung zum Einsatz, ehe er nach 32 Toren zur Spielzeit 2005/06 die Aufnahme in den B-Kader von Auxerre fand. Es folgte eine beeindruckende Quote von 44 Einsätzen mit 39 Torerfolgen für die B-Mannschaft. Einzig während einer kurzen Leihzeit beim französischen Fünftligisten Feignies SC enttäuschte er auf ganzer Linie. Gegen die Erwartungen des Vereins konnte sich der als großes Stürmertalent gehandelte Mbang nicht durchsetzen und absolvierte lediglich 7 Spiele mit einem Torerfolg. Nach seiner Rückkehr zu Auxerre entschied sich der Verein daraufhin den Spieler mangels Perspektive auf einen Durchbruch als Profispieler, trotz seiner außergewöhnlichen Quote, ablösefrei ziehen zu lassen. Zuvor hatte ihn Vereinslegende Guy Roux persönlich mehrfach beobachtet.
Über Vermittlung seines Beraters unterschrieb er daraufhin im Juli 2007 beim damaligen österreichischen Regionalligisten SC Eisenstadt. Beim finanziell schwer angeschlagenen Verein konnte Mbang zwar weitestgehend mit guten Leistungen überzeugen, die Mannschaft war jedoch aufgrund der finanziellen Lage nicht adäquat zusammengestellt worden, wodurch der Verein zur Winterpause mit lediglich 5 Punkten den letzten Tabellenplatz innehatte. Als der Verein daraufhin zur Rückrunde endgültig Insolvenz anmelden musste, wurden die Verträge mit den wenigen Leistungsträgern, dadurch auch Mbang, aufgelöst.
In Folge war er bis März 2008 vereinslos, bis er beim isländischen Erstligaverein UMF Grindavík unterkam. Die Verpflichtung erwies sich für Verein und Spieler als Glücksfall. Mbang schlug auf Anhieb beim abstiegsgefährdeten Verein ein und brachte die Mannschaft mit starken Leistungen ins Mittelfeld der Liga. In der Folgesaison steigerte er sich noch einmal und erlangte mit 11 Toren in 21 Saisoneinsätzen den 4. Endrang in der Torschützenwertung der Liga. Weiters wurde er zum besten Stürmer der Spielzeit 2009 gewählt.
Seine Leistungen blieben vor allem in den stärkeren nordischen Ligen nicht unbemerkt, wodurch er nach Ende der Saison 2009 mit diversen Vereinen aus Norwegen, Schweden, Dänemark und Deutschland in Verbindung gebracht wurde. So bestritt er Anfang Januar 2010 ein Probetraining beim damaligen Zweitligisten FC Hansa Rostock. Ein Wechsel zu GAIS Göteborg scheiterte jedoch bereits an den Ablösevorstellungen von Grindavík. Weiters scheiterte der bereits als fixiert vermeldete Wechsel zum griechischen Erstligisten Skoda Xanthi.

## Nationalmannschaft
Aufgrund der Nationalität seines Vaters und der Mutter wäre Mbang theoretisch auch für die Elfenbeinküste oder Frankreich spielberechtigt gewesen. Während seiner Zeit bei Auxerre startete die Elfenbeinküste auch zeitgleich mit seinem Geburtsland Gabun eine Anfrage, woraufhin er sich für Gabun entschied.
2006 folgte daraufhin die erste Einberufung in die U-23 Nationalmannschaft von Gabun, für die er insgesamt 3 offizielle und 4 inoffizielle Länderspiele bestritt. Unter anderem gelang ihm ein wichtiges Tor beim 2:0-Sieg gegen Kamerun in der Qualifikation zu den Panafrikanischen Spielen.
Sein erstes Spiel für die A-Nationalmannschaft von Gabun bestritt er im Februar 2008 gegen die Nationalmannschaft von Madagaskar.
Seither wurde er von Trainer Alain Giresse unter anderem in der Qualifikation zur Afrikameisterschaft 2010, die Gabun überstand, eingesetzt. Die Qualifikation zur Fußball-Weltmeisterschaft 2010 verpasste man als Gruppenzweitplatzierter hinter Kamerun, nur knapp.

## Erfolge
- 1× Bester Stürmer Pepsideild: 2009